# Ambassade d'Azerbaïdjan en Russie
L'Ambassade d'Azerbaïdjan à Moscou est la représentation diplomatique de l'Azerbaïdjan sur le territoire russe. Elle travaille avec un consul général à Iekaterinbourg. Avec 2 ministres conseillers, 5 conseillers, 10 premiers secrétaires, 2 deuxièmes secrétaires, 4 troisièmes secrétaires, 5 attachés, c'est la plus grande ambassade d'Azerbaïdjan à l'étranger.

## Membres
- Ambassadeur : Polad Bulbuloglu
- Ministres conseillers : Asadov Ismayil
- Conseillers : Gulabli Azer, Togrul Sadigov, Javid Nabiyev, Pashayev Zaur, Hajiyev Orkhan
- et 18 autres membres[1].

## Histoire
Après la formation de la SFSR transcaucasienne en 1922, une représentation permanente de la république a été ouverte à Moscou. Elle était située dans le manoir Solovyov (allée Maly Rzhevsky, 6). En 1923-1928, Sahak Ter-Gabrielyan était le représentant permanent, de 1934 à septembre 1936 Arnold Olin.
En 1936, la ZSFSR fut abolie et les RSS d'Azerbaïdjan, d'Arménie et de Géorgie, qui en faisaient partie, devinrent une partie directe de l'URSS, en tant que républiques syndicales indépendantes. En 1954, le bureau de représentation de la RSS d'Azerbaïdjan était situé à Maly Cherkassky per., 1. En 1965, il était dans un petit manoir avec un jardin au boulevard Gogolevsky, 31a. En 1974, le bureau s'est en outre vu attribuer un bâtiment sur la rue Stanislavsky (maintenant Leontyevsky Lane). La représentation permanente du Conseil des ministres de la RSS d'Azerbaïdjan auprès du Conseil des ministres de l'URSS a existé jusqu'en 1992.
À la fin de 1991, l'indépendance de la république d'Azerbaïdjan a été déclarée. Les relations diplomatiques entre la Russie et l'Azerbaïdjan ont été établies le 4 avril 1992. Le 25 septembre 1992, l'ambassade de Russie à Bakou a officiellement commencé à remplir ses fonctions.
Le 3 juillet 1993, Ramiz Rizayev a été nommé représentant plénipotentiaire de la république d'Azerbaïdjan à Moscou. En mi-juillet, il a donné sa première conférence de presse. Le 15 août 1994, Ramiz Rizayev a été nommé ambassadeur extraordinaire et plénipotentiaire de la république d'Azerbaïdjan auprès de la fédération de Russie.
Dans les années 2000, l'ambassade de la république d'Azerbaïdjan était située à trois adresses: la voie Leontievsky, 16, la voie Voznesensky, 15, bâtiment 1 et le boulevard Gogolevsky, 31a.

## Bâtiment
L'ambassade occupe un bâtiment du début du XIXe siècle — un ancien immeuble / magasin d'antiquités "Louxor" (1874 - superstructure; 1905 - restructuration, modification de la façade dans le style "moderne"). Le complexe de bâtiments de l'ambassade d'Ukraine y est directement adjacent.
En 2003, les bâtiments de la représentation permanente de la RSS d'Azerbaïdjan auprès du Conseil des ministres de l'URSS ont été transférés au reste du gouvernement de Moscou. En 2009, le gouvernement de Moscou a ordonné le transfert du complexe de bâtiments de l'ambassade d'Azerbaïdjan à la propriété fédérale.